# Mario Cruz Fernández
Mario Alberto Cruz Fernández (25 de marzo de 1966) es un exfutbolista chileno que jugaba como mediocampista.

## Trayectoria
Producto de las divisiones inferiores de Unión Española, comenzó su carrera profesional defendiendo los colores de Everton en Primera División en 1987. La temporada siguiente, en un partido ante Universidad de Chile sufrió una fractura de tibia y peroné tras una falta de Luis Rodríguez, que lo dejó fuera de las canchas por alrededor de un año.
Tras regresar a las canchas luego de su lesión, no logró retomar su nivel anterior. En 1991 pasó a defender la camiseta de Deportes Antofagasta. Los dos últimos años de su carrera profesional los pasó jugando para Provincial Osorno y Rangers, retirándose a fines de la temporada 1994, luego del descenso a la Segunda División del equipo talquino.

## Selección nacional
Debutó en la selección chilena el 13 de septiembre de 1988, durante un partido amistoso ante Ecuador, cuando ingresó como suplente en reemplazo de Jaime Ramírez. En su segundo y último partido, jugó como titular ante Paraguay dos semanas después, siendo sustituido en el segundo tiempo.

### Partidos internacionales
| Partidos internacionales | Partidos internacionales | Partidos internacionales                         | Partidos internacionales | Partidos internacionales | Partidos internacionales | Partidos internacionales | Partidos internacionales | Partidos internacionales | Partidos internacionales |
| N.º                      | Fecha                    | Estadio                                          | Local                    | Resultado                | Visitante                | Goles                    | Asistencias              | DT                       | Competición              |
| ------------------------ | ------------------------ | ------------------------------------------------ | ------------------------ | ------------------------ | ------------------------ | ------------------------ | ------------------------ | ------------------------ | ------------------------ |
| 1                        | 13 de septiembre de 1988 | Estadio La Portada, La Serena, Chile             | Chile                    | 3-1                      | Ecuador                  |                          |                          | Orlando Aravena          | Amistoso                 |
| 2                        | 27 de septiembre de 1988 | Estadio Defensores del Chaco, Asunción, Paraguay | Paraguay                 | 2-0                      | Chile                    |                          |                          | Orlando Aravena          | Copa Boquerón            |
| Total                    | Total                    | Total                                            | Presencias               | 2                        | Goles                    | 0                        |                          |                          |                          |

| Selección chilena | Selección chilena | Selección chilena |
| Año               | Partidos          | Goles             |
| ----------------- | ----------------- | ----------------- |
| 1988              | 2                 | 0                 |
| Total             | 2                 | 0                 |

## Clubes
| Club                 | País  | Año       |
| -------------------- | ----- | --------- |
| Everton              | Chile | 1987-1990 |
| Deportes Antofagasta | Chile | 1991-1992 |
| Provincial Osorno    | Chile | 1993      |
| Rangers              | Chile | 1994      |